# Вегас голден најтси
Вегас голден најтси (енгл. Vegas Golden Knights) су амерички хокејашки клуб из Парадајса (предграђе Лас Вегаса) у Невади. Тим је започео такмичење од сезоне 2017/18 и придружен је Пацифик дивизији у Западној конференцији националне хокејашке лиге. Тим је у власништву БКСЕ (енгл. Black Knight Sports & Entertainment) конзорцијума којим председава амерички бизнисмен Бил Фоли, а као домаћин игра у Ти-мобајл арени (енгл. T-Mobile Arena) у Лас Вегасу.
Занимљиво је да су у својој првој сезони дошли до Стенли куп финала, а свој први Стенли куп су освојили 2023. победом над Флорида пантерсима од 4:1 у серији.

## Настанак франшизе
Интерес НХЛ-а за Лас Вегас датира још од 1991. године када је одиграна егзибициона утакмица на отвореном између Лос Анђелес кингса и Њујорк ренџерса испред луксузног хотела и казина Цезарова палата у припремном периоду пред почетак сезоне. Иако је НХЛ-ова церемонија доделе награда по завршетку сезоне одржана у Вегасу, НХЛ-ов комесар Гери Бетмен је демантовао шпекулације да сам догађај има везе са потенцијалном селидбом неког клуба у Неваду или поширењем лиге новим клубовима. Током 2009. године медији су шпекулисали да би којотси (тада службено Финикс којотси) могли да се преселе а у цео план је наводно био умешан и холивудски продуцент Џери Брукхајмер.
Герард Галан именован је првим тренероm златних витезова 13. априла 2017. године. Галан је претходно био тренер Коламбуса и Флорида пантерса. На светском првенству у хокеју 2016. био је асистент тренера тима Северне Америке. У играчкој каријери играо је за Детроит ред вингсе и нешто кратко за Тампа Беј (211 голова, 267 асистенција).

### Службена потврда за проширење лиге
Непосредно пред састанак власника лиге и НХЛ-ове наградне церемоније у Лас Вегасу 22. јуна 2016. године, Асошијетед прес је објавио да је Лас Вегас добио место у проширењу лиге и да су у процесу прилагођавања услова за драфт 2017. Нешто касније истог дана, за време прес конференције, Гери Бетмен је званично потврдио проширење лиге и додао да ће се клуб укључити у такмичење у сезони 2017/18.

### Почетак
Прва званична НХЛ утакмица одиграна је против Далас старса 6. октобра 2017. године, коју су најтси добили резултатом 2:1, а и у првој утакмици као домаћини 10. октобра, најтси су славили против Аризона којота резултатом 5:2. 26. марта Вегас голден најтси су постали тек трећи тим у историји који је у првој сезони осигурао наступ у доигравању, а пет дана касније обезбедили су и титулу Пацифик дивизије. Серија успеха у дебитантској сезони је настављена и у доигравању, где су догурали до великог финала, где су у серији поражени са 4:1 од Вашингтон капиталса.
Голден најтси су обезбедили доигравање и следеће сезоне, али су овај пут елиминисани у седмој утакмици првог круга од стране Сан Хозе шаркса.

## Медији
У јануару 2017. године "Лас Вегас ривју-журнал" пише да је клуб у процесу одабира званичних ТВ и радио емитера који ће службено покривати њихове утакмице.

## Трофеји
- Национална хокејашка лига (НХЛ):
  - Првак (1) : 2022/23.

- Западна конференција:
  - Првак (2) : 2017/18, 2022/23.

- Пацифик дивизија:
  - Првак (3) : 2017/18, 2019/20, 2022/23.

## Корисни линкови
- „Званични сајт клуба”. - Vegas Golden Knights